# Boronia prolixa
Boronia prolixa är en vinruteväxtart som beskrevs av M. F. Duretto. Boronia prolixa ingår i släktet Boronia och familjen vinruteväxter. Inga underarter finns listade i Catalogue of Life.